# Montreal Street Circuit
Het Montreal Street Circuit was een tijdelijk stratencircuit in de Canadese stad Montreal. Op 29 en 30 juli 2017 was het circuit gastheer van de ePrix van Montreal, een Formule E-race die het derde seizoen van de klasse afsloot.
Het circuit ligt rond de Maison Radio-Canada, het gebouw dat gebruikt wordt door de Canadian Broadcasting Corporation. De Boulevard René-Lévesque wordt gebruikt als het rechte stuk op start-finish. Het circuit is 2,75 kilometer lang en telt veertien bochten.
De eerste races op het circuit werden gewonnen door ABT Schaeffler Audi Sport-coureur Lucas di Grassi en Techeetah-coureur Jean-Éric Vergne. Di Grassi behaalde tevens zijn eerste Formule E-kampioenschap tijdens de laatste race op dit circuit.